# 岩本寺

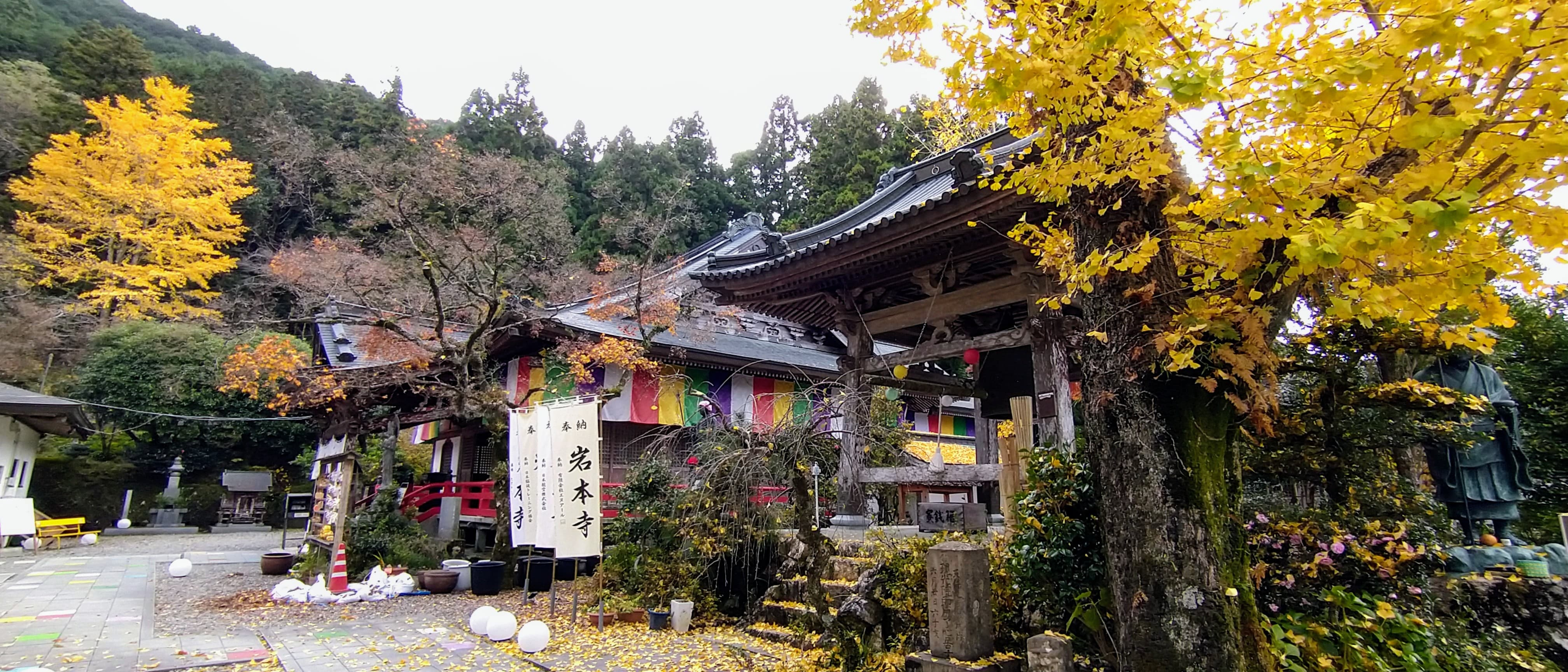
秋の境内

岩本寺（いわもとじ）は、高知県高岡郡四万十町にある真言宗智山派の寺院。藤井山（ふじいざん）、五智院（ごちいん）と号す。本尊は向って右より不動明王坐像、聖観世音菩薩坐像、阿弥陀如来坐像、薬師如来坐像、地蔵菩薩半跏像の五仏。四国八十八箇所第三十七番札所。
- 本尊真言：
  - 不動明王：のうまく さんまんだ ばざらだん せんだ まかろしゃだ そわたや うんたらた かんまん
  - 聖観世音菩薩：おん あろりきゃ そわか
  - 阿弥陀如来：おん あみりた ていせい から うん
  - 薬師如来：おん ころころ せんだり まとうぎ そわか
  - 地蔵菩薩：おん かかか びさんまえい そわか
- ご詠歌：六（む）つのちり五（いつ）つの社（やしろ）あらわして　ふかき仁井田（にいだ）の神のたのしみ
- 納経印：当寺本尊、奥之院矢負地蔵

## 概要
前後の札所、36番青龍寺および38番金剛福寺との距離が遠く、四国八十八箇所巡礼の遍路は当寺で一泊することが多かった。
空海（弘法大師）の七不思議伝説が伝わる。それは仁井田五社にあったもので、子安桜（この桜に祈れば安産する）、三度栗（三度目は空海が焼き栗を加持したところ一年に三度も実るようになった）、口なし蛭（加持をしたところヒルが血を吸わなくなった）、桜貝（桜の花が散ったのを加持したところみんな貝になった）、筆草（ねじ花）、尻なし貝（巻貝に棘のあるもの）、戸たてず庄屋（空海が泊めてもらったお礼に加持をしたら泥棒が入らなくなった）である。

## 歴史
寺伝によれば天平年間（729年 – 749年）に聖武天皇の勅命を受け行基が七難即滅・七福即生を祈念して開創したのが起源であるという。それは現在地より北西約2 kmの仁井田川のほとりで、仁井田明神のあったことから当時は「仁井田七福」、別名「七福寺」とよばれた。その後、弘仁年間（810年 – 824年）に空海（弘法大師）が五社・五寺からなる福円満寺を増築し、東から、東大宮が不動明王、今大神には清浄観音菩薩、中宮が阿弥陀如来、西大宮が薬師如来、聖宮が将軍地蔵菩薩とそれぞれ本尊を安置し、星供の秘法を修したという。こうして「仁井田五社十二福寺」と称し嵯峨天皇の勅願所となり栄え、別当寺の福円満寺が札所であった。
天正年間（1573年 – 1592年）に兵火によって焼失するが、時の足摺山主・尊快親王が弟子の尊信に命じて再興した。
一方、岩本寺は、町中にあり福円満寺から足摺へ向かう途中の宿坊であった。中世末に一宿した尊海親王がこの宿坊に岩本坊の名を与え繁盛した。1652年から1688年の間に衰退した福円満寺から別当が移り、岩本寺と改称し、納経は「五社大明神　別當岩本寺」と記帳された。
明治初期には神仏分離により仁井田五社の5つの仏像は岩本寺に移されたが、岩本寺は高知県の政策により明治4年（1871年）廃寺になる。明治22年（1889年）岩本寺は復興して現在に至る。

## 境内
- 山門（仁王門）

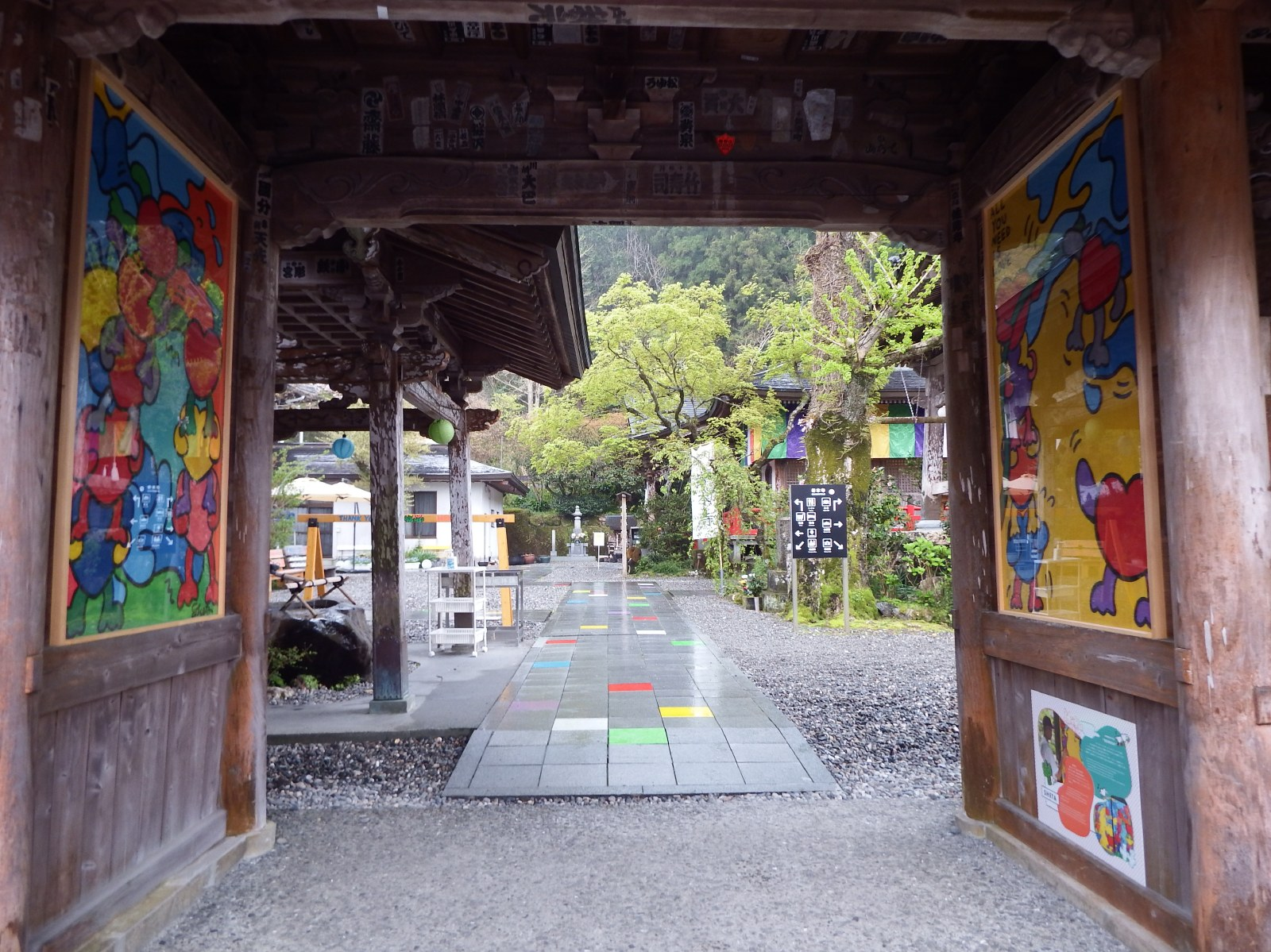
仁王門から境内を臨む

- 本堂 - 1978年に新築された本堂の天井には画家や一般市民が書いた575枚の天井絵が飾られている。花鳥風月に混じってマリリン・モンローの艶然たる微笑がみられる。五体の本尊の黄金に輝く等身大前仏を製作中で、新造された薬師如来坐像と勝軍地蔵菩薩坐像は向って右に不動明王坐像は左に鎮座。あと観音菩薩が残るのみとなる。
- 大師堂 - 大師像を拝顔できる。
- 開山堂 - 大師堂の左にある。矢負い地蔵を拝顔できる。
- 聖天堂 - 円形の堂で歓喜天を祀る。
- 水天宮（祠）
- 清流殿 - 最初に完成した中尊で冠を頭した阿弥陀如来坐像がいる。
- 鐘楼
- 高田屋嘉兵衛へんろ石 - そえみみずへんろ道道中の海月庵跡（後述）から移設

山門（仁王門）を入ると左に手水場、納経所、右手に聖天堂、鐘楼があり、正面右手に本堂が建つ。本堂の左には水天宮、鐘楼の奥に大師堂がある。本堂の正面に、土産物を売っている売店と宿坊があり、トイレもここで借りる。境内の裏手には土佐くろしお鉄道の線路が通り、参拝中に列車の姿を見ることができる。
- 三熊野神社：当寺当地鎮守社、本堂向かって左奥から線路をくぐった山際にある。
- 宿坊：定員50名
- 駐車場：15台、大型4台。駐車料金は納経所で（普通車なら200円）払う。

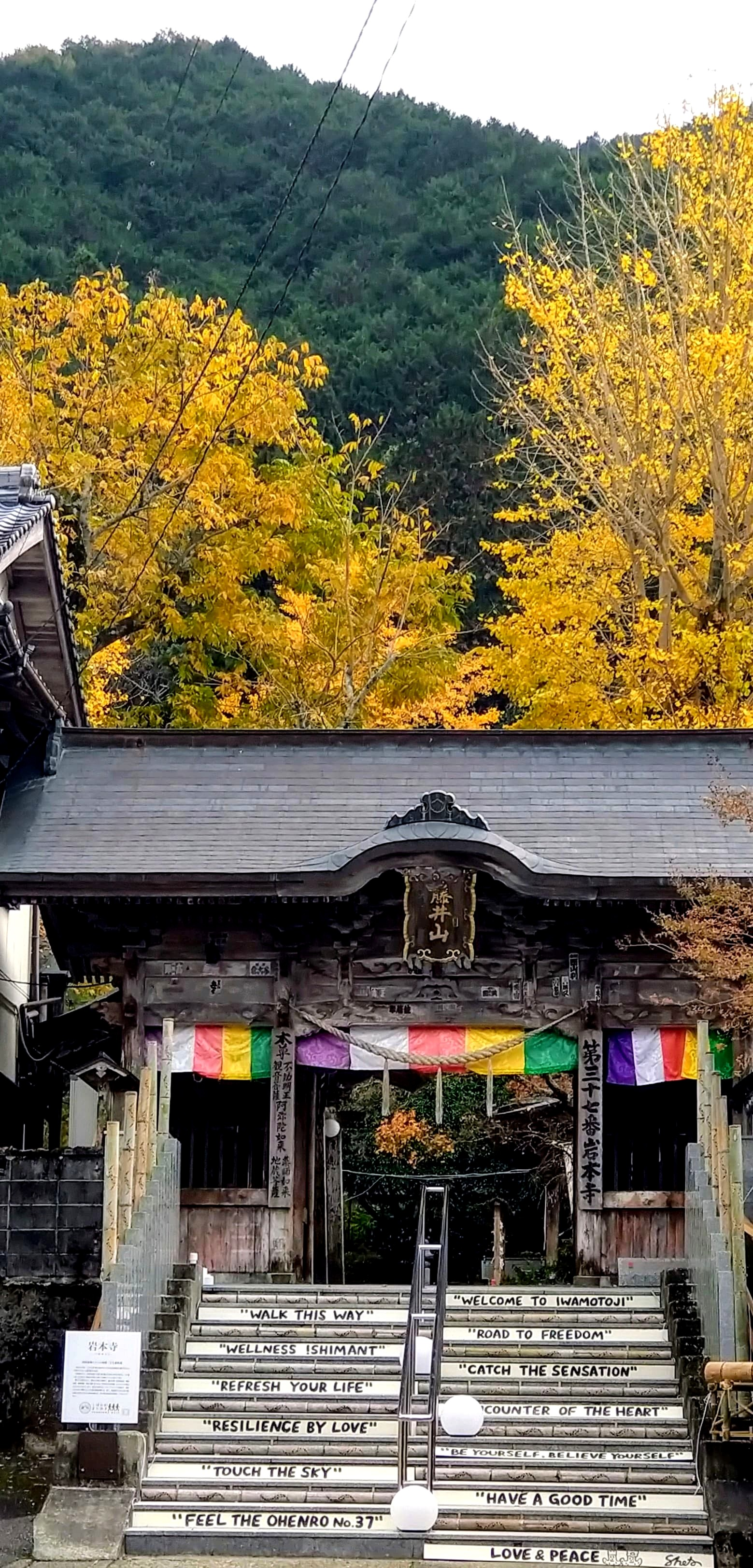
仁王門
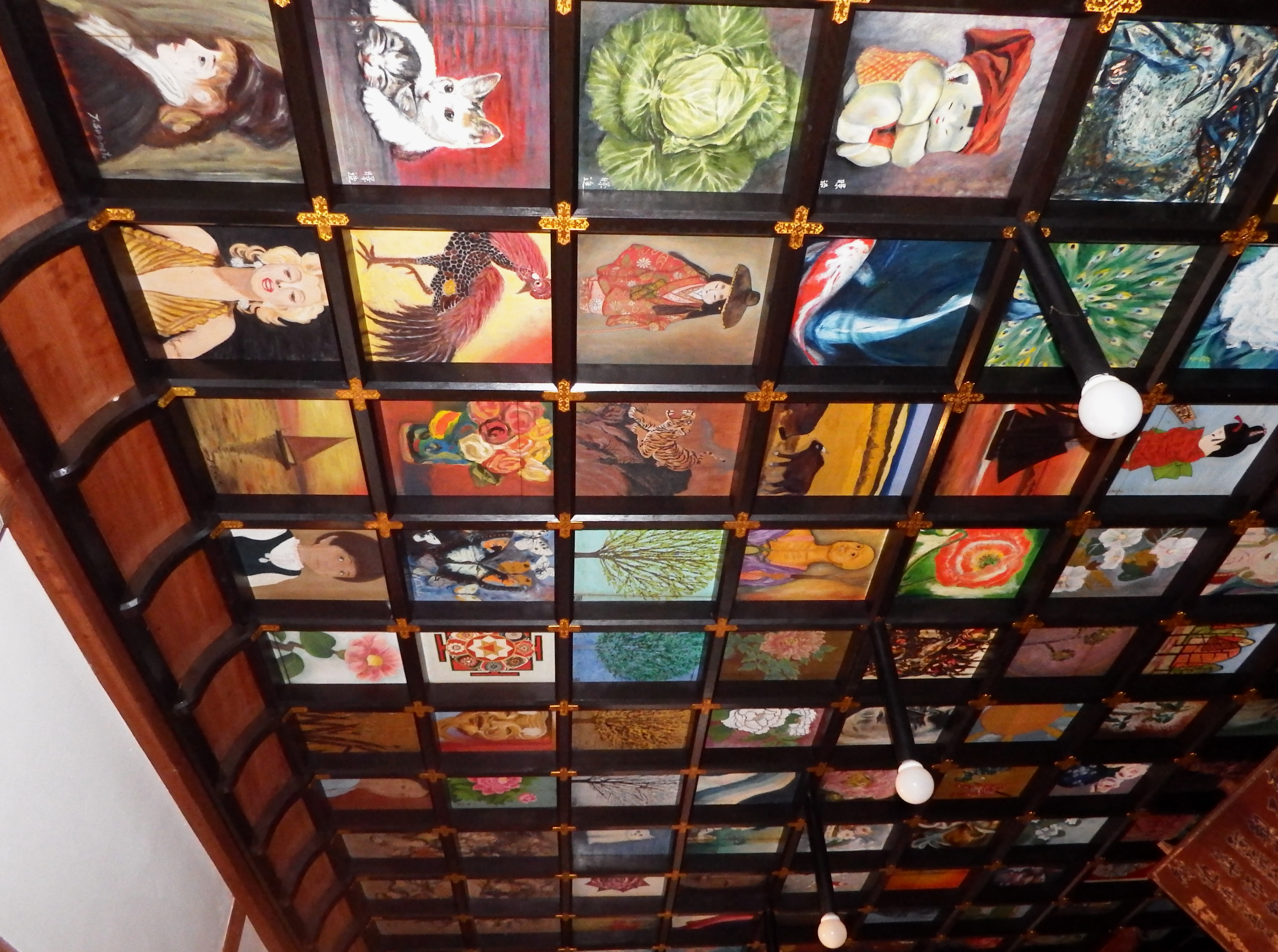
本堂の天井
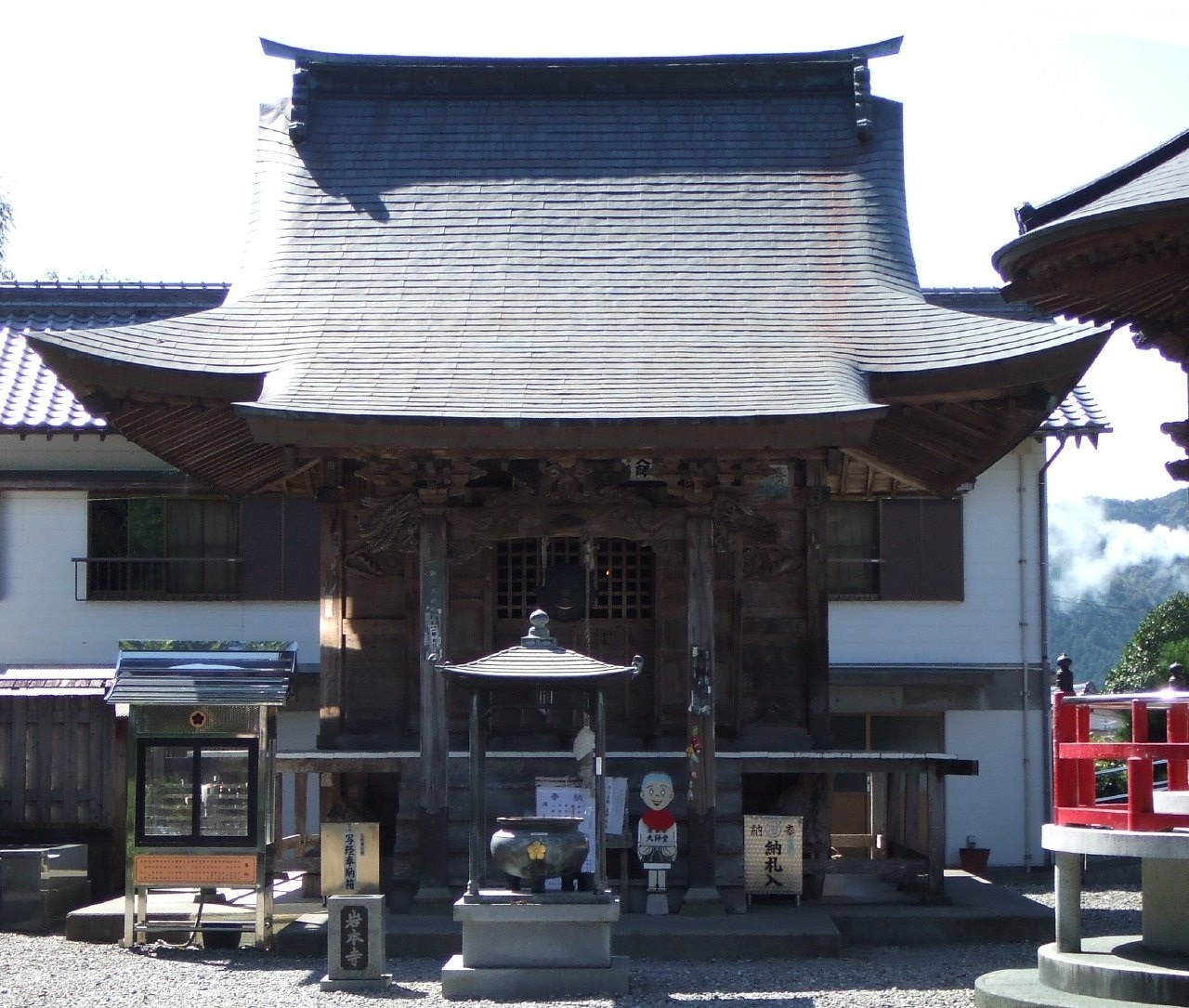
大師堂
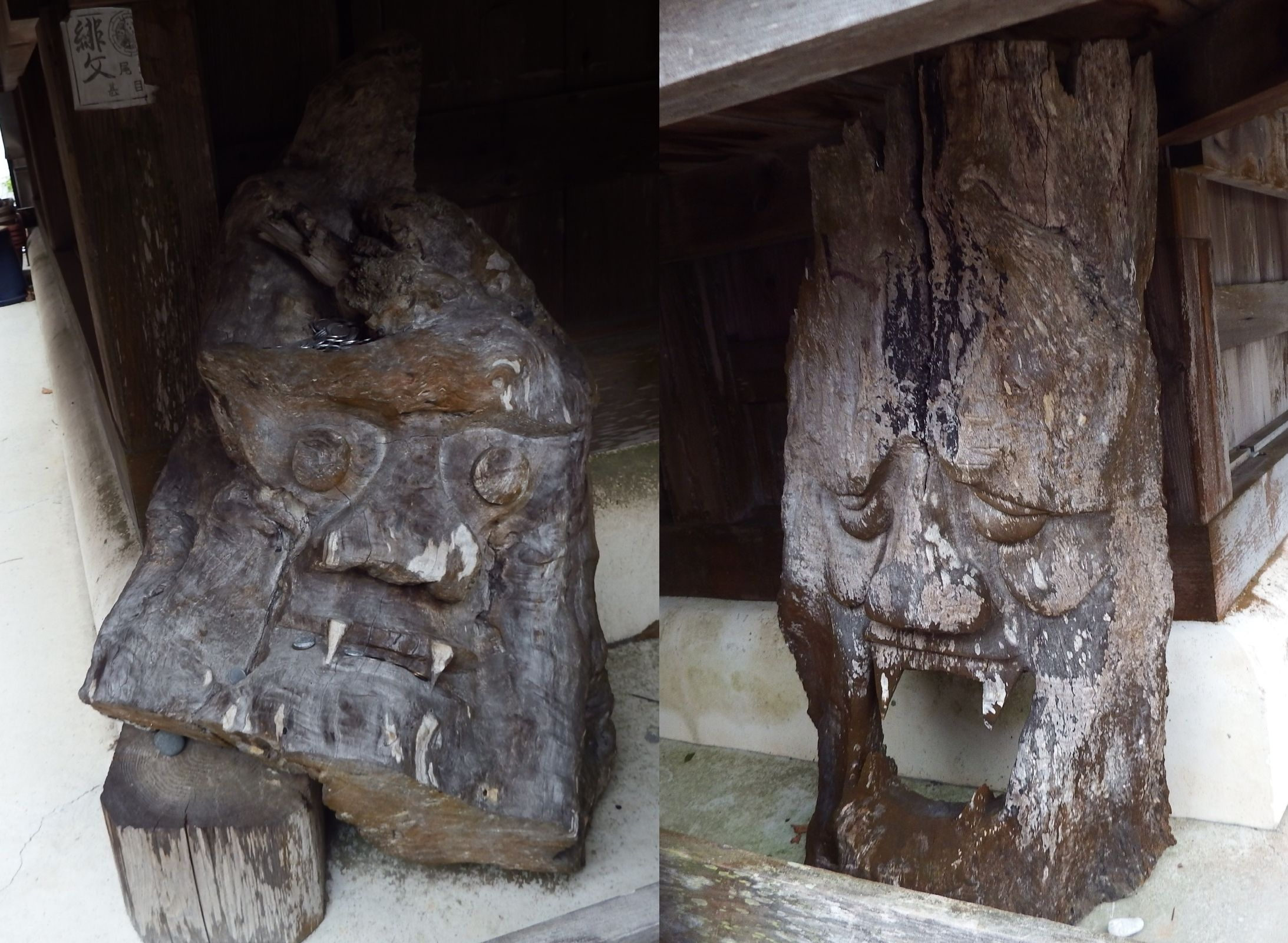
大師堂の下
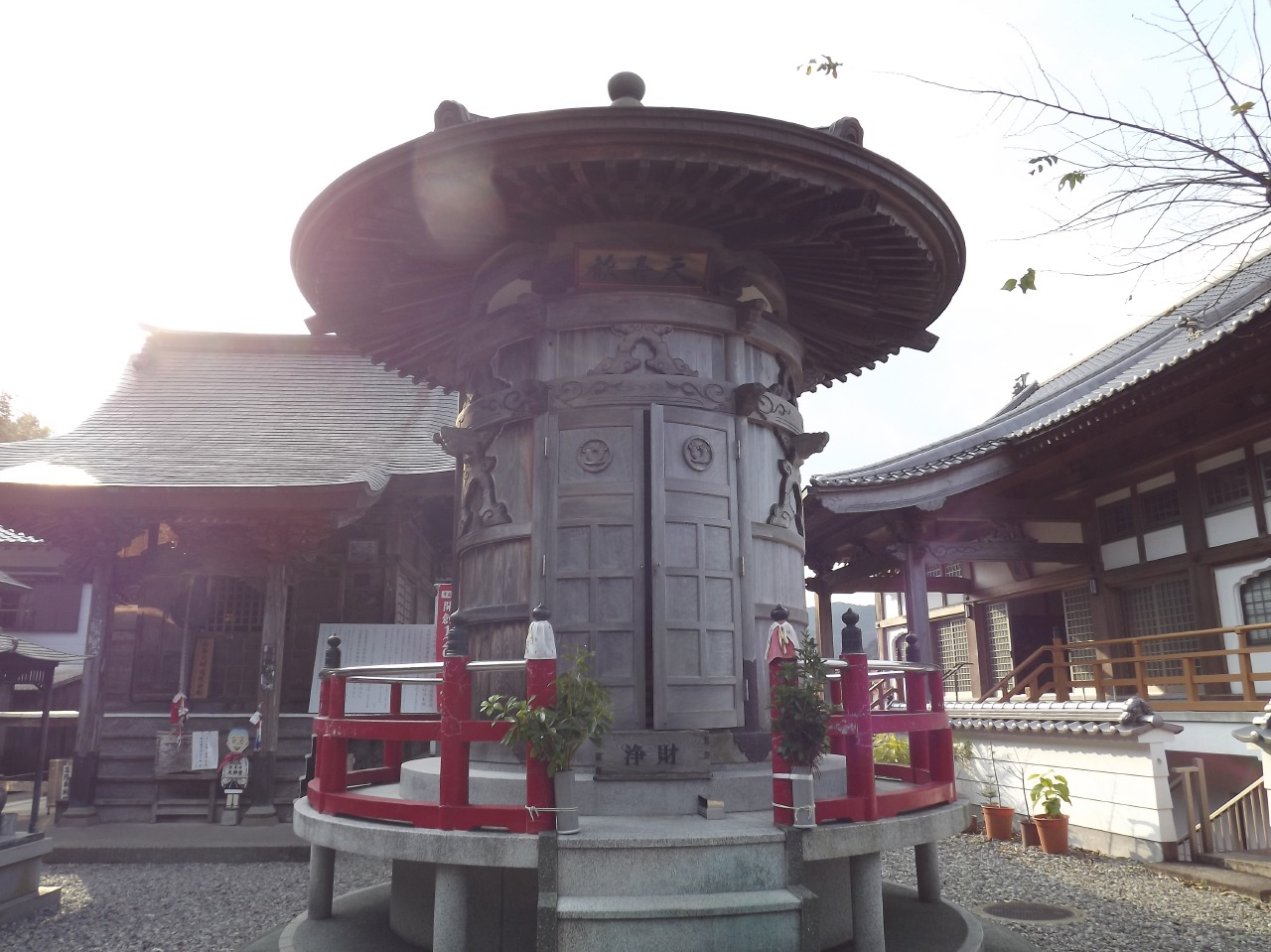
聖天堂(右後方に清流殿）
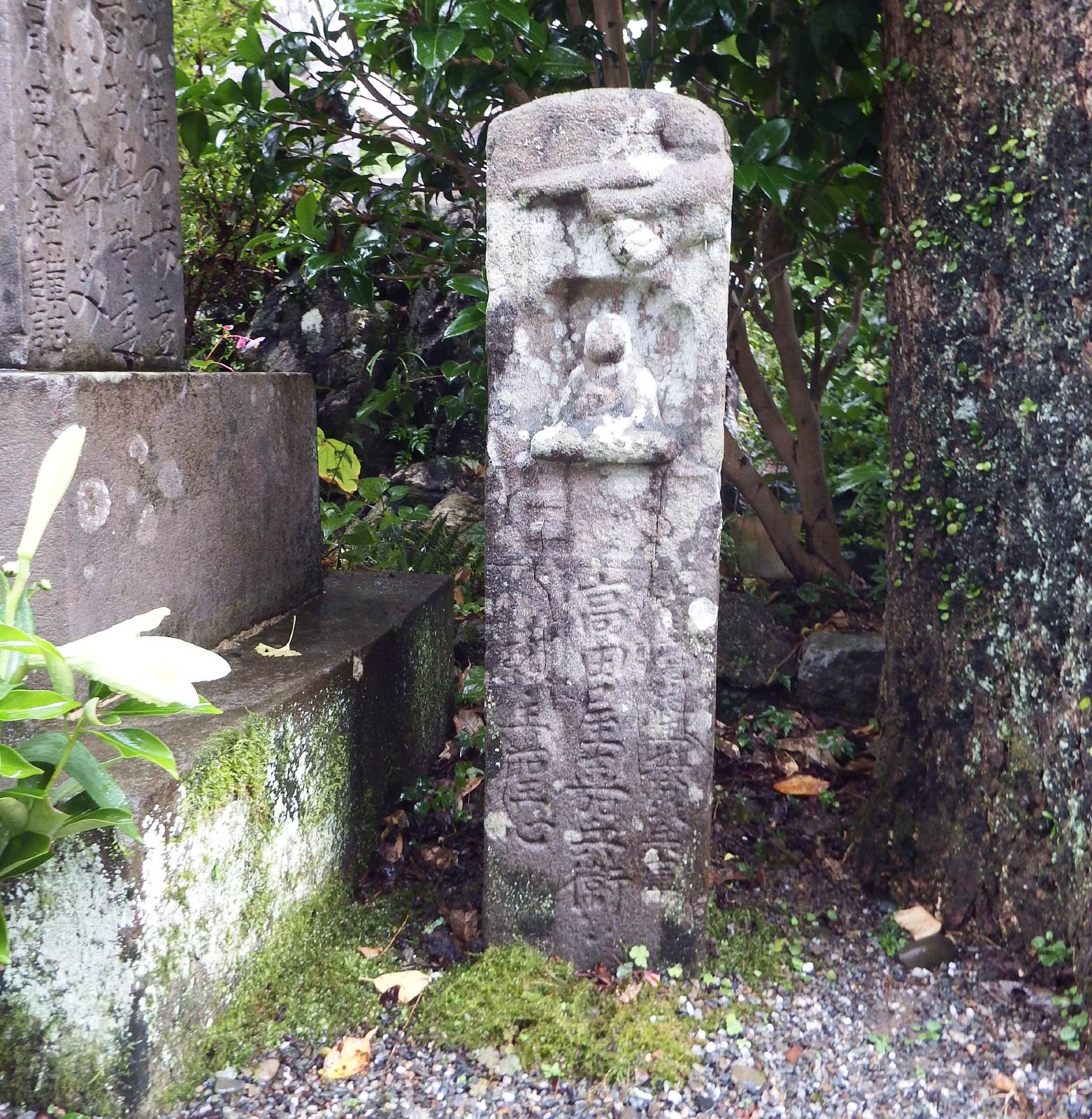
高田屋嘉兵衛へんろ石
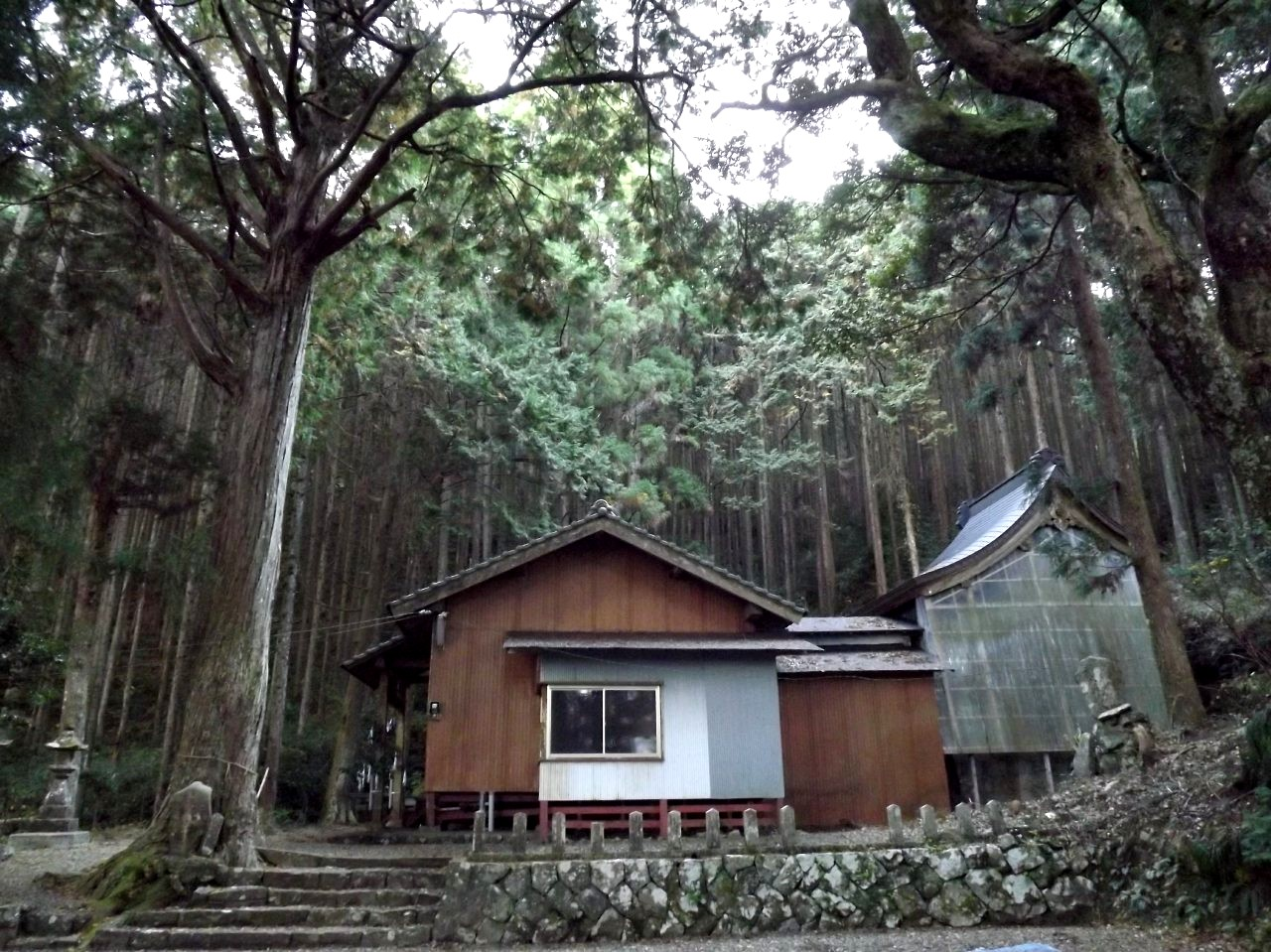
三熊野神社

## 交通案内
鉄道
- 四国旅客鉄道（JR四国） 土讃線 – 窪川駅下車 (0.7 km)

バス
- 高知西南交通・近鉄バス（しまんとブルーライナー号） 窪川駅前下車 (0.7 km)

道路
- 一般道：国道381号 四万十町役場入り口 (0.3 km)

## 奥の院
矢負い地蔵
かつては、当寺の大師堂に矢負い地蔵菩薩半跏像が祀られていて奥の院の堂ともみなされていたが、2014年以降、右脇に傷跡がある形で完全に修復され本坊で公開されていたが、2024年春に開山堂に移された。その昔、この地に信心深い猟師がいた。獲物が見つからず、これ以上の殺生は無益と思い自分の胸をその矢で射た。妻に起こされ、傍らを見ると矢の刺さったお地蔵様が倒れていた。身代わりとなった地蔵菩薩をこの寺に手厚く祀ったという伝説がある。納経及び御影の授与は当寺納経所にて行われている。

## 元札所
高岡神社（仁井田明神）

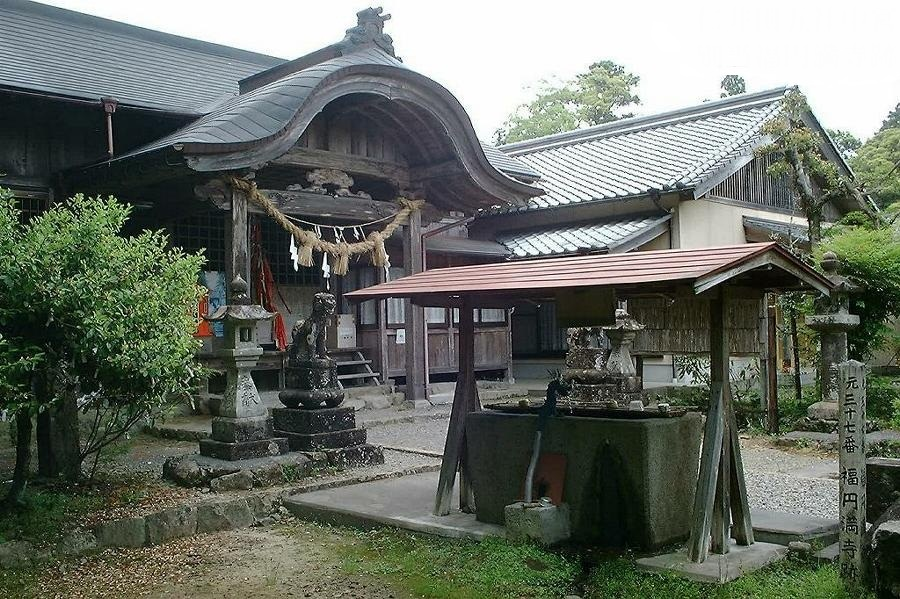
福円満寺跡(高岡神社)

- 所在地：高知県高岡郡四万十町仕出原宮内100 （高岡神社）

吉蔵寺
明治～大正年間、岩本寺の本尊と納経版木が移転されていた。
- 所在地：愛媛県八幡浜市旭町 （吉蔵寺）

## 前後の札所
四国八十八箇所
36 青龍寺 --（58.5 km：横浪スカイライン経由）-- 37 岩本寺 --（80.7 km） -- 38 金剛福寺

## 周辺

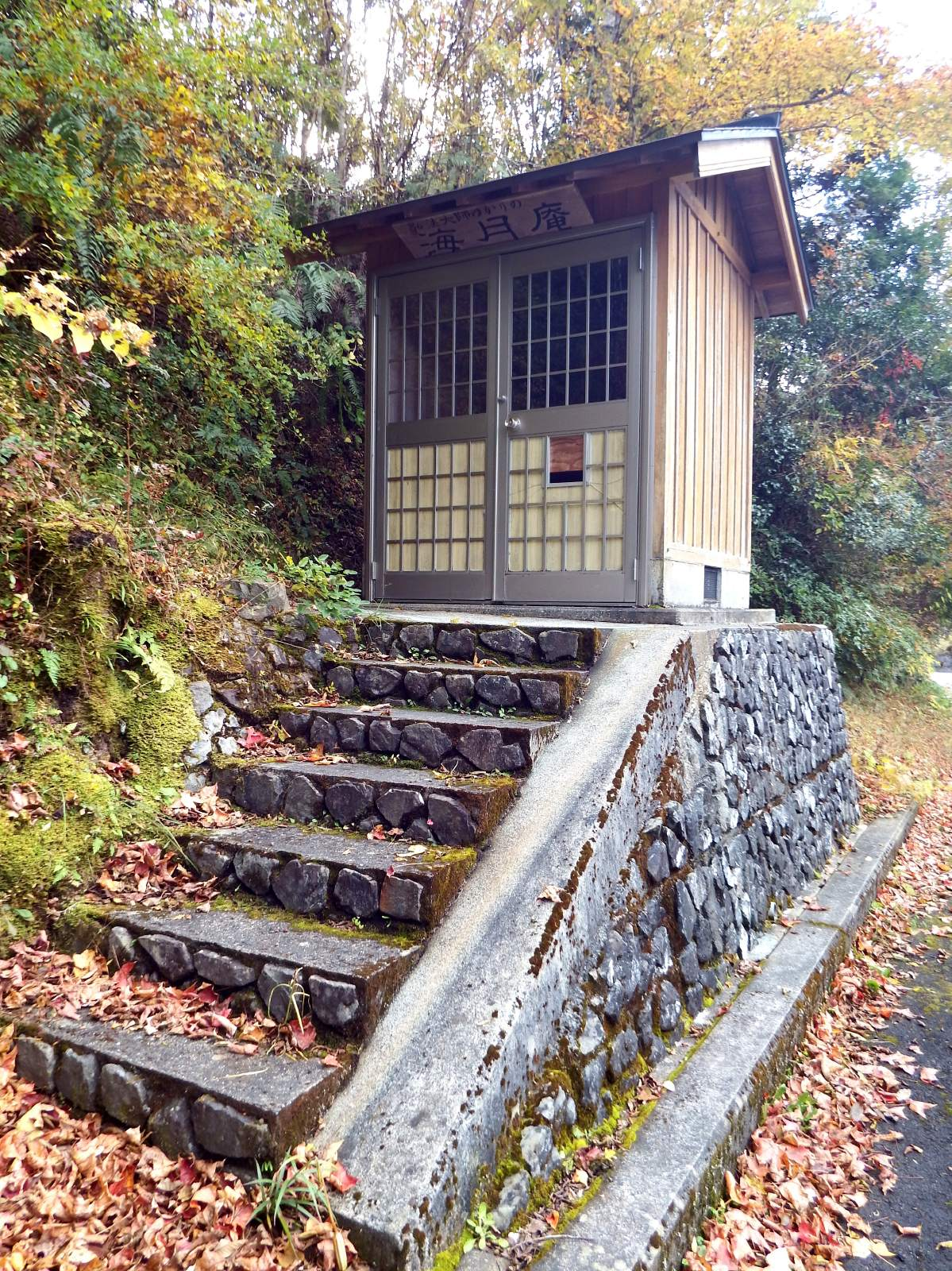
七子峠の海月庵

- 海月庵

土佐久礼から長沢川を遡った長沢上の岩本寺の手前17.9 km地点（標高約25 m）より最高地点標高409 mを通り七子峠（標高292 m）への4.8 kmが土佐往還道「添蚯蚓（そえみみず）」で、その中ほどに海月庵があった。修行中の空海が久礼湾上の月を賞して庵を結び地蔵菩薩と自坐像を刻んだという伝説の地である。庵跡には茶店もあったが明治25年に大阪谷から七子峠へ上がる道が開通してから廃道になり黒竹林になっていたが近年、そえみみずへんろ道として復元された。国道56号の七子峠にある小山の山上に小堂が造られ昭和6年3月弘法大師御自作阿波立江寺御分霊の地蔵菩薩と大師像が祀られていたが、近年、すぐ下の駐車場脇に移されている。
- 所在地：高知県高岡郡四万十町床鍋 （海月庵）

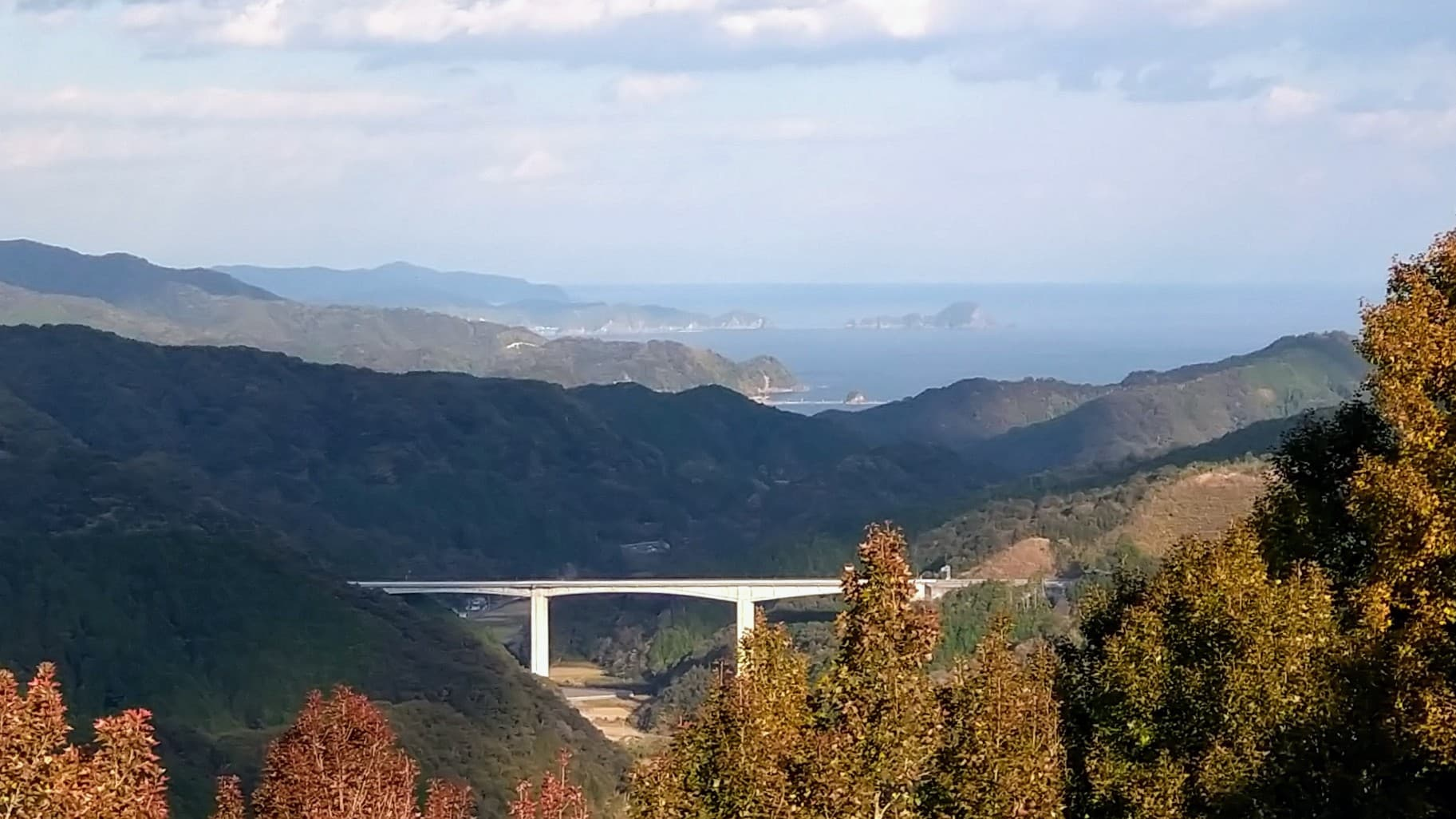
七子峠から見る久礼湾

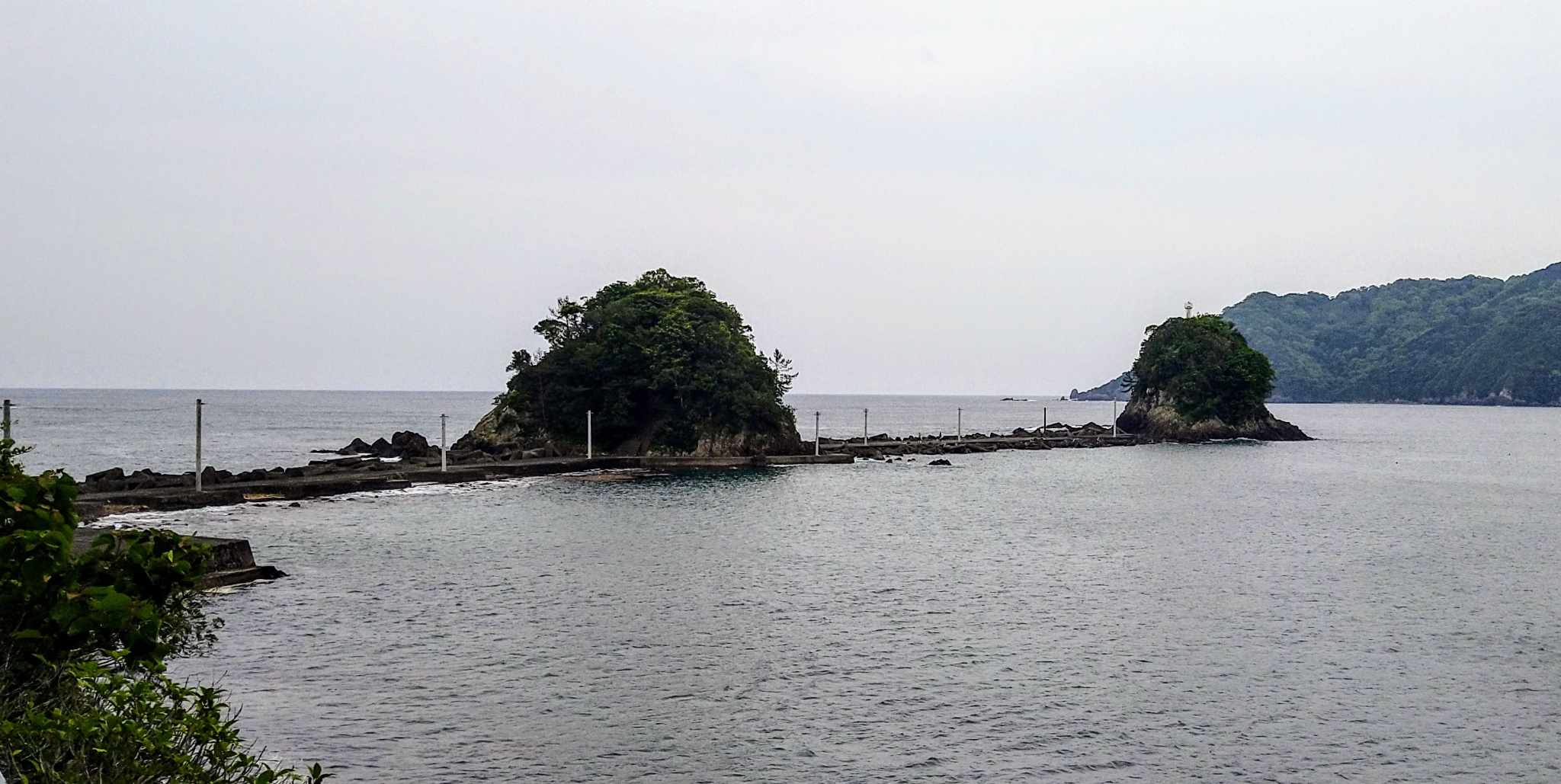
久礼湾に浮かぶ双名島

- 旧都築半平邸：当寺の150 m東側にある。